# خورخه پلگرینا
خورخه پلگرینا (انگلیسی: Jorge Pelegrina؛ زادهٔ ۲۳ آوریل ۱۹۸۴) بازیکن فوتبال اهل اسپانیا است.
از باشگاه‌هایی که در آن بازی کرده‌است می‌توان به باشگاه فوتبال آلمریا اشاره کرد.